# Сантьяго (мини-футбольный клуб)
Шакобео Лобелье Сантьяго (исп. Xacobeo Lobelle de Santiago), ранее известный как Аутос Лобелье де Сантьяго (исп. Autos Lobelle de Santiago Fútbol Sala)  — испанский мини-футбольный клуб из города Сантьяго-де-Компостела. Основан в 1987 году.
Играет в Почётном дивизионе с сезона 2003—04. Лучшее достижение в регулярном чемпионате — 4 место в сезоне 2008—09, в плей-офф — выход в полуфинал того же сезона. В 2006 году, одолев в финале «Бумеранг Интервью», клуб выиграл кубок Испании по мини-футболу, а в следующем году — Кубок обладателей кубков по мини-футболу (Recopa Cup). В финале еврокубка испанский клуб одолел португальскую «Бенфику». В следующем году «Аутос Лобелье» вновь дошёл до финала Recopa Cup, но на этот раз уступил другому испанскому клубу — «Интервью Фадесе».

## Достижения клуба
- Обладатель Кубка Испании по мини-футболу 2006
- Обладатель Суперкубка Испании по мини-футболу 2010
- Обладатель Кубка обладателей кубков 2007

## Бывшие известные игроки
- Алемао
- Бетао
- Карлиньос
- Сисо